# Antennablennius bifilum
Antennablennius bifilum es una especie de pez de la familia Blenniidae en el orden de los Perciformes.

## Morfología
• Los machos pueden llegar alcanzar los 7,5 cm de longitud total.

## Reproducción
Es ovíparo.

## Hábitat
Es un pez de mar y de clima tropical que vive entre 18-37 m de profundidad.

## Distribución geográfica
Se encuentra desde el Golfo Pérsico hasta Port Alfred (Sudáfrica ).